# Линтц, Маккензи
Макке́нзи Джо Линтц (англ. Mackenzie Jo Lintz; род. 22 ноября 1996, Калифорния, США) — американская актриса.

## Биография
Линтц родилась в США в семье актрисы Келли Коллинз Линтц. Маккензи — старшая из четырёх детей. Её сестра Мэдисон и братья Мэттью и Максен также начинающие актёры.

## Карьера
Линтц начала свою актёрскую карьеру в 2011 году с эпизодической роли в сериале «До смерти красива». В следующем году актриса впервые появилась на широком экране, получив роль девушки-трибута дистрикта 8 в фильме «Голодные игры» снятого по одноимённому роману Сьюзен Коллинз. Летом 2013 года на телеэкранах стартовал новый сериал-экранизация романа Стивена Кинга «Под куполом», где она исполнила роль Норри Калверт-Хилл.
В 2014 году Линтц была номинирована на премию «Сатурн» в категории «Лучший молодой актёр или актриса в телесериале» за роль в сериале «Под куполом».

## Фильмография
| Год       |   | Русское название  | Оригинальное название | Роль                       |
| --------- | - | ----------------- | --------------------- | -------------------------- |
| 2011      | с | До смерти красива | Drop Dead Diva        | Памела Бовиц               |
| 2012      | ф | Голодные игры     | The Hunger Games      | девушка-трибут дистрикта 8 |
| 2013—2015 | с | Под куполом       | Under the Dome        | Норри Калверт-Хилл         |
| 2018      | ф | С любовью, Саймон | Love, Simon           | Тейлор                     |
| 2019      | ф | Летающие машины   | Flying Cars           | Рейчел                     |